# داغستانسکایا
داغستانسکایا (به لاتین: Dagestanskaya) یک منطقهٔ مسکونی در روسیه است که در آدیغیه واقع شده‌است.